# Лисиничи (Львовская область)
Лисиничи (укр. Лисиничі) — село во Львовской городской общине Львовского района Львовской области Украины.
Население по переписи 2001 года составляло 2345 человек. Почтовый индекс — 81126. Телефонный код — 3230.